# زولت
شهر زولت (به فرانسوی: Zulte) در شهرستان گان  در استان فلاندری شرقی  در منطقه فلاندری در کشور بلژیک واقع شده‌است.